# Adios Companeros
Adios Companeros (Originaltitel: Giù la testa… hombre) ist ein Italowestern von Demofilo Fidani. Alternativtitel sind „Ich will Deinen Kopf“ und „Ich will ihn tot“.

## Inhalt
Macho Callagan, ein Armeeleutnant, wird als Geheimagent in ein Städtchen geschickt, um die Banditenhorde von Butch Cassidy und Ironhead Donovan auszuheben. Er wird, sich als steckbrieflich Gesuchter ausgebend, in die Bande aufgenommen. Als sich die beiden Bosse zerstreiten, teilen sie die Bande und machen getrennt weiter. Macho, der bei Ironhead bleibt, kann ihn zum Angriff auf seinen Ex-Partner überreden. Beim daraus resultierenden Kampf dezimieren sich die Banditen erheblich. Ironhead versucht, mit dem Geld der Bande zu fliehen, wird jedoch schließlich von Macho erschossen.

## Hintergrund
Gedreht wurde auch dieser Fidani zu einem großen Teil auf dem kleinen Filmgelände von Gordon Mitchell, den sogenannten Cave Studios. Im großen Finale sieht man diese Kulissen vollständig. Im April 1971 lief der Film in Italien an.
Fidani drehte diesen Film parallel zu Für einen Sarg voller Dollars, mit dem dieser Film wegen dessen Alternativtitels oft verwechselt wird. Der Regisseur verwendete neben der Kulisse auch einen Großteil der Darsteller für beide Filme.
Legendär wurde dieser Film aufgrund einer Apfelszene mit Klaus Kinski. Genrekenner Christian Keßler schildert diese Szene wie folgt:

„Er beißt in einen Apfel, hat auf einmal die halbe Frucht im Maul und schaut verdutzt. Jeder normale Mensch würde hier zum Mund greifen, um den Schaden manuell zu regulieren. Er nicht. mit wilden Verrenkungen seines elastischen Kinnes versucht er sein Bestes und muß fast grinsen bei dem Versuch! Golden moments…“

## Kritik
„Auch dies ist kein Film für's Poesiealbum! Ein unterdurchschnittlicher Fidani, dessen Drehbuch eine kunterbunt zusammengewürfelte Angelegenheit ist, der nicht einmal einzelne Kapriolen sonderlichen Unterhaltungswert sichern.“

„Äußerst unterdurchschnittlicher Trashwestern von Demofilo Fidani.“